# Сачко Михайло Васильович
Михайло Васильович Сачко (нар. 1 лютого 1959) — радянський футболіст та український тренер.

## Життєпис
Виступав у командах майстрів: дубль «Таврії» Сімферополь, івано-франківському «Спартаку» та павлоградському «Шахтарі». У 1986 році зіграв 10 матчів у клубі Другій лізі за «Дружбу» (Йошкар-Ола). Також виступав за аматорські клуби Сімферополя «Метеор» та «Буревісник». Футбольну кар'єру завершив у 1990 році в футболці аматорського колективу «Харчовик» (Сімферополь).
Має вищу освіту. Закінчив Сімферопольський державний університет. Тренер вищої категорії, ліцензія УЄФА категорії «А» № 220. Тренував команди: «Харчовик» (Сімферополь) (команда неодноразово ставала чемпіоном міста, призером першості області, володарем Кубка Криму). Михайло Сачко є одним із засновників відродженого ФК «Динамо» ( вотанні роки свого існування був відомий як «ІгроСервіс»).
6 липня 2008 підписав з «Кримтеплицею» річний контракт. У липні 2009 року на посаду головного тренера був призначений Геннадій Морозов, а Сачко зайняв пост генерального директора клубу. Потім Михайло Васильович працював на посаді спортивного директора «Кримтеплиці». На початку січня 2013 року знову повернувся до керівництва «Кримтеплиці».
8 серпня 2018 року через відсутність тренерської ліцензії у Антона Монахова Михайло Сачко був призначений головним тренером відродженої російськими окупантами «Кримтеплиці».

## Досягнення
- Друга ліга чемпіонату України
  -  Чемпіон (1): 2004